# Ждановка (Брянская область)
Ждановка — деревня в Брасовском районе Брянской области, в составе Добриковского сельского поселения. 
 Расположена в 2,5 км к северу от села Кретово. Население — 5 человек (2010).

## История
Упоминается с XVIII века (первоначально также называлась Кретовка, в XIX веке — Богдановка). 
 В 1778—1782 гг. входила в Луганский уезд; с 1782 по 1928 гг. — в Дмитровском уезде Орловской губернии (с 1861 — в составе Хотеевской волости, с 1923 в Глодневской волости).
Бывшее владение Сафоновых, позднее Языковых. Состояла в приходе села Лески, позднее — села Кретово.
С 1929 года в Брасовском районе. С 1920-х гг. до 1954 года — в Кретовском сельсовете, в 1954—2005 в Хотеевском сельсовете.
| Годы      | 1866 | 1897 | 1920 | 1979 | 1989 | 2002 | 2010 |
| --------- | ---- | ---- | ---- | ---- | ---- | ---- | ---- |
| Население | 358  | 586  | 675  | 167  | 82   | 35   | 5    |